# زاكاري دونوهيو
زاكاري دونوهيو (بالإنجليزية: Zachary Donohue)‏ هو راقص على الجليد أمريكي، ولد في 8 يناير 1991 في ماديسون في الولايات المتحدة.

## وصلات خارجية
- الموقع الرسمي
- زاكاري دونوهيو على موقع الاتحاد الدولي للتزلج (الإنجليزية)
- زاكاري دونوهيو على موقع الاتحاد الدولي للتزلج (الإنجليزية)
- زاكاري دونوهيو على موقع الاتحاد الدولي للتزلج (الإنجليزية)
- زاكاري دونوهيو على موقع اللجنة الأولمبية الدولية (الإنجليزية)
- زاكاري دونوهيو على موقع أوليمبيديا (الإنجليزية)
- زاكاري دونوهيو على موقع اللجنة الأولمبية والبارالمبية الأمريكية (الإنجليزية)